# Aulo Postumio Albino Regillense (tribuno consolare 381 a.C.)
Lucio Postumio Albino Regillense (fl. IV secolo a.C.) è stato un politico romano.

## Tribunato consolare
Nel 381 a.C. fu eletto tribuno consolare con Marco Furio Camillo, Lucio Lucrezio Tricipitino Flavo, Lucio Postumio Albino Regillense, Lucio Furio Medullino Fuso e Marco Fabio Ambusto.
A Marco Furio Camillo e Lucio Furio fu affidata la guerra contro i Volsci che avevano occupato Satrico, che condusse alla successiva dichiarazione di guerra, contro la città alleata di Tuscolo.